# Barnum Island
Barnum Island és una concentració de població designada pel cens dels Estats Units a l'estat de Nova York. Segons el cens del 2000 tenia 2.487 habitants.

## Demografia
Segons el cens del 2000, Barnum Island tenia 2.487 habitants, 836 habitatges, i 671 famílies. La densitat de població era de 1.021,5 habitants per km².
Dels 836 habitatges en un 26% hi vivien nens de menys de 18 anys, en un 65,3% hi vivien parelles casades, en un 10,9% dones solteres, i en un 19,7% no eren unitats familiars. En el 17% dels habitatges hi vivien persones soles el 6,2% de les quals corresponia a persones de 65 anys o més que vivien soles. El nombre mitjà de persones vivint en cada habitatge era de 2,86 i el nombre mitjà de persones que vivien en cada família era de 3,16.
Per edats la població es repartia de la següent manera: un 18% tenia menys de 18 anys, un 7,2% entre 18 i 24, un 28,4% entre 25 i 44, un 32,6% de 45 a 60 i un 13,8% 65 anys o més.
L'edat mediana era de 42 anys. Per cada 100 dones de 18 o més anys hi havia 93,8 homes.
La renda mediana per habitatge era de 79.656 $ i la renda mediana per família de 82.742 $. Els homes tenien una renda mediana de 56.563 $ mentre que les dones 37.727 $. La renda per capita de la població era de 33.498 $. Entorn del 9,1% de les famílies i el 10,8% de la població estaven per davall del llindar de pobresa.